# Andre Ewell
Andre Eugene Ewell (Anaheim, California, Estados Unidos, 21 de enero de 1988) es un artista marcial mixto estadounidense que compite en la división de peso gallo. Compitió en Ultimate Fighting Championship.

## Primeros años
Proveniente de Riverside (California), destacó en fútbol y atletismo en el instituto Arlington. Se le ofreció una beca completa para ir a la Universidad de California en Los Ángeles después de su graduado de la escuela secundaria. Sin embargo, debido a sus bajas calificaciones, fue a un colegio comunitario. Durante su año de universidad, inspirado por Roy Jones, Jr., empezó a practicar el boxeo y quiso dedicarse a ello, pero los resultados de sus primeros combates fueron decepcionantes. Durante este tiempo, nació su hijo, Eli, y debido a la ruptura con la madre de su hijo y se le negó la custodia de su hijo. Se pasó a las artes marciales mixtas, con la esperanza de poder triunfar en este deporte y demostrar al tribunal que tenía valor y que podía ser el proveedor económico de su hijo.

Es por mi hijo. Cualquiera que sepa algo de mí sabe que estoy haciendo esto por mi hijo. Me arruiné literalmente tratando de luchar por estar en la vida de mi hijo. Tuve un año duro de no estar en la lucha y trabajar para estar en su vida. Todo lo que tenía y ganaba iba directamente a mi hijo, pero es mi hijo. Llegó ese momento en el que tuve que hacer algo que honestamente amo, y mi hijo va a crecer viendo eso y viendo que no sólo soy grande en eso, sino que todo es para él.

## Carrera en las artes marciales mixtas

### Inicios
Sin ningún combate amateur de artes marciales mixtas, luchó la mayor parte de sus primeros combates profesionales principalmente en el área de Inland Empire del sur de California. Compitió para las promociones regionales Gladiator Challenge, King of the Cage, Legacy Fighting Alliance y Classic Entertainment and Sports, donde fue el ex Campeón de Peso Gallo de CES MMA. Acumuló un récord de 13-4 antes de fichar por la UFC.

### Ultimate Fighting Championship
Debutó en la UFC contra Renan Barão el 22 de septiembre de 2018 en UFC Fight Night: Santos vs. Anders. En el pesaje, Barão pesó cinco libras por encima del límite de peso gallo sin título de 136 y fue multado con el 30% de su bolsa que fue a parar a Ewell. Ganó el combate por decisión dividida.
Se enfrentó a Nathaniel Wood el 29 de diciembre de 2018 en UFC 232. Perdió el combate por sumisión en el tercer asalto.
Se enfrentó a Anderson dos Santos el 22 de junio de 2019 en UFC Fight Night: Moicano vs. Korean Zombie. Ganó el combate por decisión unánime.
Se enfrentó a Marlon Vera el 12 de octubre de 2019 en UFC Fight Night: Joanna vs. Waterson. Perdió el combate por TKO en el tercer asalto.
Se enfrentó a Jonathan Martinez el 8 de febrero de 2020 en UFC 247. Ganó el combate por decisión dividida.
Se enfrentó a Irwin Rivera el 19 de septiembre de 2020 en UFC Fight Night: Covington vs. Woodley. Ganó el combate por decisión dividida.
Se esperaba que se enfrentara a Cody Stamann el 6 de febrero de 2021 en UFC Fight Night: Overeem vs. Volkov. Durante la semana del combate, dio positivo por COVID y se retiró del combate.
Se enfrentó a Chris Gutiérrez el 13 de febrero de 2021 en UFC 258. Perdió el combate por decisión unánime.
Se enfrentó a Julio Arce el 24 de julio de 2021 en UFC on ESPN: Sandhagen vs. Dillashaw. Perdió el combate por TKO en el segundo asalto.
Se enfrentó a Charles Jourdain el 18 de diciembre de 2021 en UFC Fight Night: Lewis vs. Daukaus. Perdió el combate por decisión unánime.
El 10 de febrero de 2022 se anunció que fue liberado por la UFC.

### Post UFC
En su primer combate tras dejar la UFC se enfrentó a Drew Brokenshire el 15 de julio de 2022 en Freedom Fight Night 2. Perdió el combate por decisión unánime.

## Campeonatos y logros

### Artes marciales mixtas
- Classic Entertainment and Sports (CES MMA)
  - Campeonato de Peso Gallo de Classic Entertainment and Sports (una vez) vs. Dinis Paiva

## Vida personal
Tiene un hijo llamado Eli Edward Ewell.

## Récord en artes marciales mixtas
| Resultado | Récord | Oponente            | Método                                     | Evento                                                    | Fecha                    | Ronda | Tiempo | Localización                 | Notas |
| --------- | ------ | ------------------- | ------------------------------------------ | --------------------------------------------------------- | ------------------------ | ----- | ------ | ---------------------------- | --- |
| Derrota   | 17-10  | Drew Brokenshire    | Decisión (unánime)                         | Freedom Fight Night 2                                     | 15 de julio de 2022      | 3     | 5:00   | Mesa, Arizona                | |
| Derrota   | 17-9   | Charles Jourdain    | Decisión (unánime)                         | UFC Fight Night: Lewis vs. Daukaus                        | 18 de diciembre de 2021  | 3     | 5:00   | Las Vegas, Nevada            | Regreso al peso pluma.                                                                                      |
| Derrota   | 17-8   | Julio Arce          | TKO (puñetazos)                            | UFC on ESPN: Sandhagen vs. Dillashaw                      | 24 de julio de 2021      | 2     | 3:45   | Las Vegas, Nevada            | |
| Derrota   | 17-7   | Chris Gutiérrez     | Decisión (unánime)                         | UFC 258                                                   | 13 de febrero de 2021    | 3     | 5:00   | Las Vegas, Nevada            | Combate de peso acordado (140 libras).                                                                      |
| Victoria  | 17-6   | Irwin Rivera        | Decisión (dividida)                        | UFC Fight Night: Covington vs. Woodley                    | 19 de septiembre de 2020 | 3     | 5:00   | Las Vegas, Nevada            | |
| Victoria  | 16-6   | Jonathan Martinez   | Decisión (dividida)                        | UFC 247                                                   | 8 de febrero de 2020     | 3     | 5:00   | Houston, Texas               | |
| Derrota   | 15-6   | Marlon Vera         | TKO (codazos y puñetazos)                  | UFC Fight Night: Joanna vs. Waterson                      | 12 de octubre de 2019    | 3     | 3:17   | Tampa, Florida               | |
| Victoria  | 15-5   | Anderson dos Santos | Decisión (unánime)                         | UFC Fight Night: Moicano vs. Korean Zombie                | 22 de junio de 2019      | 3     | 5:00   | Greenville, Carolina del Sur | |
| Derrota   | 14-5   | Nathaniel Wood      | Sumisión (estrangulamiento por detrás)     | UFC 232                                                   | 29 de diciembre de 2018  | 3     | 4:12   | Inglewood, California        | |
| Victoria  | 14-4   | Renan Barão         | Decisión (dividida)                        | UFC Fight Night: Santos vs. Anders                        | 22 de septiembre de 2018 | 3     | 5:00   | São Paulo                    | Combate de peso acordado (141.8 libras); Barão no cumplió con el peso.                                      |
| Victoria  | 13-4   | Dinis Paiva         | Sumisión (estrangulamiento bravo)          | CES MMA 50                                                | 15 de junio de 2018      | 3     | 0:25   | Lincoln, Rhode Island        | Ganó el vacante Campeonato de Peso Gallo de la CES MMA.                                                     |
| Victoria  | 12-4   | Trent Meaux         | KO (puñetazo)                              | LFA 36                                                    | 23 de marzo de 2018      | 1     | 1:41   | Cabazon, California          | |
| Victoria  | 11-4   | Gustavo Lopez       | KO                                         | KOTC: Energetic Pursuit                                   | 24 de febrero de 2018    | 1     | 1:44   | Ontario, California          | |
| Victoria  | 10-4   | Hugo Flores         | Sumisión (estrangulamiento por guillotina) | Gladiator Challenge: Season's Beatings                    | 16 de diciembre de 2017  | 1     | 0:29   | Rancho Mirage, California    | |
| Derrota   | 9-4    | Patchy Mix          | Sumisión (estrangulamiento por detrás)     | KOTC: Ultimate Mix                                        | 18 de noviembre de 2017  | 1     | 2:28   | Las Vegas, Nevada            | Regreso al peso gallo. Por el vacante Campeonato de Peso Gallo de la KOTC.                                  |
| Victoria  | 9-3    | Willie Gates        | Sumisión (estrangulamiento por detrás)     | KOTC: Never Quit                                          | 2 de septiembre de 2017  | 3     | 2:47   | Ontario, California          | Debut en el peso mosca.                                                                                     |
| Victoria  | 8-3    | Chris Chavez        | Sumisión (estrangulamiento)                | Gladiator Challenge: Summer Feud                          | 10 de junio de 2017      | 1     | 0:27   | San Jacinto, California      | Combate de peso gallo.                                                                                      |
| Victoria  | 7-3    | Rick James          | Decisión (unánime)                         | KOTC: Groundbreaking                                      | 6 de mayo de 2017        | 3     | 5:00   | San Jacinto, California      | Combate de peso gallo.                                                                                      |
| Victoria  | 6-3    | Dominic Nichols     | TKO (puñetazos)                            | Gladiator Challenge: Absolute Beatdown                    | 25 de marzo de 2017      | 1     | 0:20   | San Jacinto, California      | |
| Derrota   | 5-3    | Ryan Lilley         | Decisión (dividida)                        | Gladiator Challenge: Battle Cage                          | 18 de febrero de 2017    | 3     | 3:00   | Rancho Mirage, California    | Por el Campeonato de Peso Gallo de la GC.                                                                   |
| Victoria  | 5-2    | Jimmy Marquez       | TKO (puñetazos)                            | Gladiator Challenge: Season's Beatings                    | 17 de diciembre de 2016  | 1     | 1:23   | San Jacinto, California      | |
| Derrota   | 4-2    | Juan Beltran        | Sumisión (estrangulamiento)                | Gladiator Challenge: Rampage                              | 22 de octubre de 2016    | 3     | 4:10   | Rancho Mirage, California    | Por el vacante Campeonato de Peso Pluma de la GC. Defendió el Campeonato de Peso Gallo de Ring of Combat.}} |
| Victoria  | 4-1    | Mario Casares       | TKO (puñetazos)                            | ladiator Challenge: Wrecking Crew                         | 16 de abril de 2016      | 1     | 0:42   | San Jacinto, California      | |
| Derrota   | 3-1    | Jordan Winski       | Decisión (unánime)                         | ladiator Challenge: Young Gunz                            | 30 de enero de 2016      | 3     | 3:00   | San Jacinto, California      | |
| Victoria  | 3-0    | Alfredo Perez       | TKO (puñetazos)                            | Gladiator Challenge: California State Championship Series | 17 de octubre de 2015    | 2     | 1:30   | San Jacinto, California      | Combate de peso gallo.                                                                                      |
| Victoria  | 2–0    | James Villas        | Decisión (unánime)                         | Xplode Fight Series: Payback                              | 19 de septiembre de 2015 | 3     | 5:00   | Valley Center, California    | |
| Victoria  | 1–0    | Miguelito Marti     | TKO (puñetazos)                            | Gladiator Challenge: Showdown                             | 15 de agosto de 2015     | 1     | 0:54   | Rancho Mirage, California    | |